# Apicius (2. Jahrhundert)
Apicius war ein römischer Feinschmecker. Er wird nur in den Deipnosophistai des Athenaios erwähnt. Dort wird berichtet, Apicius habe ein Verfahren entwickelt, mit dem Austern haltbar gemacht werden konnten, so dass Kaiser Trajan auf seinem Feldzug in Mesopotamien (ca. 115) nicht auf Austern verzichten musste.
In dem nach der Überlieferung von einem Caelius (Coelius) Apicius verfassten altrömischen Kochbuch De re coquinaria wird ein Verfahren zum Konservieren von Austern angegeben.